# بني يخلف (وردانة)
بني يخلف هي إحدى مشيخات المملكة المغربية، تتبع جغرافيا لإقليم الدريوش وإداريًا لوردانة. يقدر عدد سكانها بـ 23049 نسمة حسب الإحصاء الرسمي للسكان والسكنى لسنة 2004.